# Liste der Kulturdenkmale in Brauna
In der Liste der Kulturdenkmale in Brauna sind die Kulturdenkmale des Kamenzer Ortsteils Brauna verzeichnet, die bis Juli 2017 vom Landesamt für Denkmalpflege Sachsen erfasst wurden (ohne archäologische Kulturdenkmale). Die Anmerkungen sind zu beachten.

## Brauna
| Bild           | Bezeichnung | Lage                                                        | Datierung | Beschreibung | ID       |
| -------------- | --- | ----------------------------------------------------------- | --- | --- | -------- |
|                | Wohnstallhaus und Scheune eines Gehöfts                                                                                            | Alte Liebenauer Straße 4 (Karte)                            | 1. Hälfte 19. Jahrhundert (Wohnstallhaus); bezeichnet mit 1906 (Scheune)                                                                   | Wohnstallhaus Obergeschoss Fachwerk, Frackdach, Giebel ornamental verschiefert, leichter Dachüberstand, integrierter Taubenschlag, Scheune aus Stein, baugeschichtlich und straßenbildprägend von Bedeutung, Fenster im Obergeschoss originale Größe, gesprosst | 09253421 |
| Weitere Bilder | Knorrmühle; Mühlengehöft mit Wohnmühlenhaus und zwei Torpfeilern, drei rückwärtigen Seitengebäuden sowie Teichständer am Mühlteich | Alte Liebenauer Straße 9 (Karte)                            | 1. Erwähnung 1759; bezeichnet mit 1881; bezeichnet mit 1854 – S.G.K.                                                                       | Wohnmühlenhaus mit aufwendiger, erhaltener Putzgliederung (Gurtgesims, Pilaster, Eckrustizierung), Tür- und Fenstergewände aus Granit, zum Teil Fensterbekrönung, Giebelseite mit Doppelbogenfenster und Okuli, über dem Eingang Müllerwappen, Seitengebäude mit einfachem Backsteinornament, Schneidemühle Fachwerk, mit Stallteil im Erdgeschoss, baugeschichtlich und ortsgeschichtlich von Bedeutung, oberhalb der Mühle liegt der Spannteich, Granitbrüche mit Backsteinbogen, wahrscheinlich altes Sägegatter mit Holzrahmen noch vorhanden, Mühlteichständer bezeichnet mit „1854 – S.G.K.“ | 09253419 |
|                | Denkmal für die Gefallenen des Ersten Weltkrieges                                                                                  | Am Galgsberg 1 (bei) (Karte)                                | 1920er Jahre | Obelisk auf beschriftetem Sockel, mit gekreuzten Schwertern, ortsgeschichtlich von Bedeutung | 09253411 |
|                | Oberförsterei (ehemalig); Ehemaliges Forsthaus und Scheune                                                                         | Am Schlosspark 3 (Karte)                                    | Türsturz bezeichnet mit 1806 | Stattliches massives, zweigeschossiges Wohnhaus mit Mansard-Walmdach, Scheune Bruchstein verputzt, Krüppelwalmdach, einst zum Schloss gehörig, baugeschichtlich und ortsgeschichtlich von Bedeutung, doppelte Biberschwanzdeckung, Scheune schließt sich in der Dachform dem Haupthaus an | 09253410 |
| Weitere Bilder | Gräflicher Friedhof Brauna (Sachgesamtheit)                                                                                        | Am Wildgarten (Karte)                                       | Anfang 19. Jahrhundert (Erbauung); 1. Hälfte 19. Jahrhundert (Grabmal)                                                                     | Sachgesamtheit Gräflicher Friedhof Brauna mit folgenden Einzeldenkmalen: Drei Grabmale der gräflichen Familie von Stolberg-Stolberg (siehe 09253416) sowie der Friedhof, alle übrigen Grabmale und Einfriedungspfeiler als Sachgesamtheitsteile, ortsgeschichtlich von Bedeutung, u. a. von Stolberg-Stolberg (gest. 1819), klassizistischer Art | 09304127 |
| Weitere Bilder | Drei Grabmale der gräflichen Familie von Stolberg-Stolberg (Einzeldenkmal zu ID-Nr. 09304127)                                      | Am Wildgarten (Karte)                                       | Anfang 19. Jahrhundert; 1860er Jahre | Einzeldenkmale der Sachgesamtheit Gräflicher Friedhof Brauna; ortsgeschichtlich von Bedeutung - Grabmal Julia von Nochow, geb. Gräfin zu Stolberg-Stolberg, gotisierendes Grabmal, um 1850 - Grabmal für eine geb. Gräfin zu Stolberg-Stolberg, Sandstein mit Darstellung einer Kreuzigung, 2. Hälfte 19. Jahrhundert - Grabmal der Familie des Johannes Petrus Cajus Graf zu Stolberg-Stolberg, gotisierendes Grabmal, mit Darstellung einer Kreuztragung, um 1875 | 09253416 |
|                | Einfriedungsmauer entlang des Gutsparks (Einzeldenkmal zu ID-Nr. 09304130)                                                         | Königsbrücker Straße (Karte)                                | | Einzeldenkmal der Sachgesamtheit Schloss und Rittergut Brauna; baugeschichtlich und ortsgeschichtlich von Bedeutung | 09253415 |
|                | Gutsscheune (Einzeldenkmal zu ID-Nr. 09304130)                                                                                     | Königsbrücker Straße (südlich von Nr. 205) (Karte)          | 1. Hälfte 19. Jahrhundert | Einzeldenkmal der Sachgesamtheit Schloss und Rittergut Brauna; Gutsscheune mit Lisenengliederung und Gurtgesimsen, baugeschichtlich und ortsgeschichtlich von Bedeutung | 09253415 |
| Weitere Bilder | Schloss und Rittergut Brauna (Sachgesamtheit)                                                                                      | Königsbrücker Straße 211, 213, 215, 217 (Karte)             | 1. Drittel 19. Jahrhundert (Nr. 211); bezeichnet mit 1822 (Nr. 213, 215); 18. Jahrhundert (Gutspark); 19. Jahrhundert (Wirtschaftsgebäude) | Sachgesamtheit Schloss und Rittergut Brauna mit folgenden Einzeldenkmalen: Herrenhaus mit südlich angebauter Kapelle (Nr. 217), Gutsscheune (südlich von Nr. 205), zwei Rundbogenportale (zwischen Nr. 211 und Nr. 213) und Einfriedungsmauer entlang des Gutsparks (siehe 09253415), der Gutspark mit Schlossteich (Gartendenkmal) sowie zwei Gutsarbeiterhäuser (Nr. 211, 213, 215) und südliches Wirtschaftsgebäude als Sachgesamtheitsteile; baugeschichtlich, ortsgeschichtlich und gartenkünstlerisch von Bedeutung. Gutsarbeiterhäuser eingeschossige Putzbauten mit Walmdächern, breit gelagert, Nummer 211 mit Stallteil, südliches Wirtschaftsgebäude bestehend aus jüngerem (westlichen) und älterem (östlichen) Teil. Im April 2020 in der amtlichen Denkmalliste noch unter den ab 1. Januar 2019 geänderten Hausnummern Königsbrücker Straße 11, 13, 15, 17 geführt. | 09304130 |
|                | Zwei Rundbogenportale (Einzeldenkmal zu ID-Nr. 09304130)                                                                           | Königsbrücker Straße (zwischen Nr. 211 und Nr. 213) (Karte) | | Einzeldenkmal der Sachgesamtheit Schloss und Rittergut Brauna; zwei Rundbogenportale, das größere mit Kämpfer, das kleinere mit Zahnschnitt- und Muschelverzierungen, angedeutete Sitznischen, baugeschichtlich und ortsgeschichtlich von Bedeutung | 09253415 |
|                | Herrenhaus mit südlich angebauter Kapelle (Einzeldenkmal zu ID-Nr. 09304130)                                                       | Königsbrücker Straße 217 (Karte)                            | Ursprünglich um 1700 (Schloss/Rittergut); bezeichnet mit 1754 (Schlussstein); 1835 (Schlosskapelle)                                        | Einzeldenkmal der Sachgesamtheit Schloss und Rittergut Brauna; Herrenhaus dreigeschossig mit Walmdach, Vorderseite mit griechisch gegiebeltem, dreiachsigen Mittelrisalit und Säulenportikus, Kapelle romanisierend, mit Glockentürmchen, baugeschichtlich und ortsgeschichtlich von Bedeutung. Im April 2020 in der amtlichen Denkmalliste noch unter der ab 1. Januar 2019 geänderten Hausnummer Königsbrücker Straße 17 geführt. | 09253415 |
|                | Gasthaus mit Tanzsaal | Königsbrücker Straße 219 (Karte)                            | 2. Hälfte 19. Jahrhundert | Putzbau mit Satteldach, rechter Gebäudeteil mit Tanzsaal im Obergeschoss, gegiebelt, von Obelisk bekrönt, baugeschichtlich und ortsgeschichtlich von Bedeutung. Im April 2020 in der amtlichen Denkmalliste noch unter der ab 1. Januar 2019 geänderten Hausnummer Königsbrücker Straße 19 geführt. | 09253417 |

## Streichungen von der Denkmalliste
| Bild | Bezeichnung   | Lage                   | Datierung                 | Beschreibung | ID       |
| ---- | ------------- | ---------------------- | ------------------------- | --- | -------- |
|      | Schule        | Am Galgsberg 1 (Karte) | Ende 19. Jahrhundert      | Zweigeschossiges, massives Schulgebäude, gegiebelter Mittelrisalit mit gotisierenden Fenstern, Eingang mit schöner Tür und Freitreppe, baugeschichtlich und ortsgeschichtlich von Bedeutung; nach 2014 von der Denkmalliste gestrichen                                      | 09253412 |
|      | Wohnstallhaus | Zum Neuteich 3 (Karte) | 1. Hälfte 19. Jahrhundert | Obergeschoss Fachwerk, Giebel ornamental verschiefert, leichter Dachüberstand, weitgehend ursprünglich erhalten, baugeschichtlich von Bedeutung, Fenster im Obergeschoss originale Größe, im Erdgeschoss verändert. Zwischen 2017 und 2024 aus der Denkmalliste gestrichen. | 09253420 |

## Tabellenlegende
- Bild: Bild des Kulturdenkmals, ggf. zusätzlich mit einem Link zu weiteren Fotos des Kulturdenkmals im Medienarchiv Wikimedia Commons. Wenn man auf das Kamerasymbol klickt, können Fotos zu Kulturdenkmalen aus dieser Liste hochgeladen werden:
- Bezeichnung: Denkmalgeschützte Objekte und ggf. Bauwerksname des Kulturdenkmals
- Lage: Straßenname und Hausnummer oder Flurstücknummer des Kulturdenkmals. Die Grundsortierung der Liste erfolgt nach dieser Adresse. Der Link (Karte) führt zu verschiedenen Kartendiensten mit der Position des Kulturdenkmals. Fehlt dieser Link, wurden die Koordinaten noch nicht eingetragen. Sind diese bekannt, können sie über ein Tool mit einer Kartenansicht einfach nachgetragen werden. In dieser Kartenansicht sind Kulturdenkmale ohne Koordinaten mit einem roten bzw. orangen Marker dargestellt und können durch Verschieben auf die richtige Position in der Karte mit Koordinaten versehen werden. Kulturdenkmale ohne Bild sind an einem blauen bzw. roten Marker erkennbar.
- Datierung: Baubeginn, Fertigstellung, Datum der Erstnennung oder grobe zeitliche Einordnung entsprechend des Eintrags in der sächsischen Denkmaldatenbank
- Beschreibung: Kurzcharakteristik des Kulturdenkmals entsprechend des Eintrags in der sächsischen Denkmaldatenbank, ggf. ergänzt durch die dort nur selten veröffentlichten Erfassungstexte oder zusätzliche Informationen
- ID: Vom Landesamt für Denkmalpflege Sachsen vergebene, das Kulturdenkmal eindeutig identifizierende Objekt-Nummer. Der Link führt zum PDF-Denkmaldokument des Landesamtes für Denkmalpflege Sachsen. Bei ehemaligen Kulturdenkmalen können die Objektnummern unbekannt sein und deshalb fehlen bzw. die Links von aus der Datenbank entfernten Objektnummern ins Leere führen. Ein ggf. vorhandenes Icon  führt zu den Angaben des Kulturdenkmals bei Wikidata.